# روث أندرسون (محامية)
روث أندرسون (بالإنجليزية: Ruth Anderson)‏ هي محامية بريطانية، ولدت في القرن العشرين.